# Tinodes ashigaranis
Tinodes ashigaranis är en nattsländeart som beskrevs av Kobayashi 1971. Tinodes ashigaranis ingår i släktet Tinodes och familjen tunnelnattsländor. Inga underarter finns listade i Catalogue of Life.